# 三好長広
三好 長広（みよし ながひろ）は、江戸時代前期の旗本。通称は勘之丞。官名は備前守。奈良奉行を務めた。

## 生涯
寛文11年（1671年）9月28日、16歳で徳川家綱に御目見。父の隠居に伴い、元禄4年（1691年）12月2日に家督を相続。
元禄10年（1697年）3月18日、書院番に列する。元禄12年（1699年）3月28日、使番に転じる。同年7月1日、将軍の命を受けて備後福山（幕府領）に出張し、目付の任務にあたる。元禄13年（1700年）3月5日、布衣を許される。元禄15年（1702年）、浜松藩主であった青山忠重が丹波亀山藩に転封されるのに際し、9月27日に命を受けて亀山城引き渡しの任務を務める。宝永元年（1704年）9月28日、目付に就任。
宝永4年（1707年）6月16日、奈良奉行に任命。任地である奈良には9月19日に到着し、同月中には領内巡見を行っている。宝永6年（1709年）6月19日、従五位下・備前守に叙任。
宝永6年（1709年）から宝永8年（1711年）にかけて、興福寺と東大寺の間で相論が起こった。興福寺一乗院次期門跡の受戒式をどのように執り行うのかが直接の発火点であるが、同様の相論は古くから繰り返されており、奈良奉行所は当初傍観の姿勢を取って当事者間での解決を促した。しかし両者の姿勢は硬化して争点も複雑化し、訴訟の舞台は奈良奉行所から京都所司代（関西の寺社を所管）へ、さらには江戸の寺社奉行へとエスカレートした。これを受けて幕府は、新井勘解由（新井白石）を奈良に派遣し、古文書・古記録の現地調査に当たらせることとし、白石の調査を踏まえて裁決が行われている。この関係で白石と長広には面識があり、白石の『折たく柴の記』に「三好備前守」として登場する。
正徳元年（1711年）10月28日、奈良において死去、56歳。